# August-Gaul-Schule
Die August-Gaul-Schule (1916–1963: Turmschule) ist eine Grundschule im Stadtteil Großauheim der Stadt Hanau. In der Grundschule werden 180 Schüler von 14 Lehrkräften unterrichtet.

## Geschichte
Zu Beginn des 19. Jahrhunderts erlebte Großauheim ein rasantes Bevölkerungswachstum. Innerhalb von 50 Jahren vervierfachte sich die Bevölkerungszahl, neue Siedlungsgebiete entstanden nördlich der Main-Spessart-Bahn und die Mehrheit der Bevölkerung war im schulpflichtigen Alter. Dies veranlasste den Ort dazu, zahlreiche neue Schulen zu bauen, um den Ansturm an Schülern zu bewältigen.
Die Gemeinde Großauheim verkaufte den Gemeindewald an das Deutsche Reich, das dort einen Exerzierplatz errichtete. Aus dem Erlös baute die Gemeinde eine neue katholische Volksschule in unmittelbarer Nähe des Bahnhofs. 1914 begannen die Bauarbeiten, und trotz des Krieges konnten die Bauarbeiten ein Jahr später fertiggestellt werden. 1916 bezog der erste Jahrgang die neue Turmschule. In der Zeit des Nationalsozialismus wurde die Schule gleichgeschaltet. Nach dem Krieg besuchten viele Hanauer Schüler die Turmschule, da die Schulen in der Stadt nach dem Krieg zerstört waren.
Als 1963 die Lindenauschule entstand, wurde die Turmschule zu Ehren August Gauls in August-Gaul-Schule umbenannt. Gleichzeitig wurde sie eine reine Grundschule.
Das markante Schulgebäude mit der Turmuhr und Glocke, die ursprünglich alle 15 Minuten läutete, ist geprägt vom damaligen Zeitgeist der kaiserlichen Zeit. Es ist ein Kulturdenkmal nach dem Hessischen Denkmalschutzgesetz.

## Besonderheiten
Die August-Gaul-Schule ist eine Ganztagsschule, die eine Nachmittagsbetreuung bis 17 Uhr anbietet.
Die ersten beiden Klassen werden jahrgangsübergreifend unterrichtet, wobei sich der Übergang in die 3. Klasse nach dem individuellen Leistungsstand des Kindes richtet und so früher, aber auch später als in einer normalen Grundschule stattfinden kann.
Im Rahmen der Computer-AG erstellen die Schüler der August-Gaul-Schule eine eigene Schülerhomepage, die öffentlich zugänglich ist.